# Voïvodie de Sieradz (1339–1793)
1339–1793
Entités précédentes :
- Duché de Sieradz

Entités suivantes :
- Royaume de Prusse (Prusse-Méridionale)

Ne doit pas être confondu avec Voïvodie de Sieradz.
La voïvodie de Sieradz (en polonais : Województwo sieradzkie, en latin : Palatinatus Siradiensis) était une division administrative du royaume de Pologne et de la république des Deux Nations qui exista de 1339 au deuxième partage de la Pologne en 1793. Elle partie de la province de Grande-Pologne.
Le siège du voïvode était situé à Sieradz, tandis que les sejmiks locaux se tenaient à Szadek.

## Présentation
L'histoire de la voïvodie de Sieradz remonte à l'année 1138, lorsqu'à la suite du testament de Bolesław III Krzywousty la Pologne fut divisée en plusieurs duchés. L'un d'eux était le duché de Sieradz, qui jusqu'aux années 1260 faisait partie du duché de Łęczyca. En 1290-1300, et après 1306, Sieradz fut gouverné par le duc Wladyslaw Lokietek, qui l'incorpora au royaume de Pologne. En 1339, Wladyslaw Lokietek créa la voïvodie de Sieradz à partir de l'ancien duché. Celle-ci bordait à l'ouest la voïvodie de Kalisz et les duchés de Silésie ; au nord, le long de la rivière Ner, elle bordait la voïvodie de Łęczyca ; à l'est, le long de la rivière Pilica, celle de Sandomierz ; et au sud, le long de la rivière Liswarta, celle de Cracovie.

### Division administrative
Siège du gouverneur :
- Sieradz

Division administrative :
- Comté de Sieradz,
- Comté de Piotrków Trybunalski,
- Comté de Radomsko,
- Comté de Szadek,
- Terre de Wieluń, elle-même divisée en :
  - Comté de Wieluń,
  - Comitat d'Ostrzeszów

La terre de Wieluń (en), qui avait une superficie de 50,41 milles polonaises carrée, avait son propre système administratif et un sénateur, qui était le Castellan de Wieluń. Il avait également ses propres starostes, résidant à Wieluń, Ostrzeszów, Grabow nad Prosna et Bolesławiec, et envoyait deux députés au Sejm, distincts de ceux de la voïvodie. De plus, le voïvode de Sieradz nommait un adjoint qui dirigeait la terre de Wieluń.
Sièges des conseils régionaux :
- Szadek
- Wieluń

Siège du tribunal de la Couronne :
- Piotrków Trybunalski